# Stellihorn
Stellihorn – szczyt w Alpach Pennińskich, części Alp Zachodnich. Leży w Szwajcarii w kantonie Valais, niedaleko granicy z Włochami. Należy do masywu Weissmies. Leży na południe od Weissmies. Szczyt można zdobyć ze schroniska Britanniahütte (3030 m). Góruje nad lodowcem Nollen.